# アディル・ズルフィカルパシッチ
アディル・ズルフィカルパシッチ（Adil Zulfikarpašić、1921年12月23日 - 2008年7月21日）、あるいは、アディル・ベグ・ズルフィカルパシッチ（Adil-beg Zulfikarpašić）は、ボスニア・ヘルツェゴビナのボシュニャク人政治家、知識人である。

## 来歴
アディル・ズルフィカルパシッチは、セルビア人・クロアチア人・スロベニア人王国（ユーゴスラビア王国、現在のボスニア・ヘルツェゴビナ）のドリナ川西岸の町、フォチャに生まれた。
1938年、ユーゴスラビア共産主義者同盟に加わり、その設立者の一人となった。第二次世界大戦中の1942年、クロアチア人を主体とするナチズム組織であるウスタシャに捕らえられ、拷問を受け、死刑を宣告された。パルチザンの働きによって逃走に成功し、1945年にパルチザンは枢軸国に対する勝利を収め、共産主義国家の樹立に向かった。共産主義国家として再建されたユーゴスラビア社会主義連邦共和国でズルフィカルパシッチは貿易副大臣を務めた。しかしやがてヨシップ・ブロズ・ティトーと対立するようになり、スイスのチューリッヒに亡命する。
ユーゴスラビア崩壊が始まった頃にボスニア・ヘルツェゴビナに戻り、同国が独立を宣言して勃発するボスニア・ヘルツェゴビナ紛争の直前には、その初代大統領となったアリヤ・イゼトベゴヴィッチの側に立った。イゼトベゴヴィッチ率いる民主行動党の党員となったが、程なくイゼトベゴヴィッチとの政治路線の違いから、ムハメド・フィリポヴィッチ（Muhamed Filipović）と共に新しくムスリム・ボシュニャク人組織を結成した。
2001年、サラエヴォにてボシュニャク人機関（Bosniak Institute）を設立した。2002年、ボスニア・ヘルツェゴビナ科学芸術アカデミー（Academy of Sciences and Arts of Bosnia and Herzegovina）の名誉会員となった。

## 著書
- Adil Zulfikarpašić (1998). The Bosniak. C.Hurst & Co. Ltd. ISBN 1850653399